# Казанова, Любомира
Любомира Казанова (болг. Любомира Казанова, родилась 23 мая 1996 года) — болгарская гимнастка (художественная гимнастика), бронзовый призёр Олимпийских игр 2016 года в групповом многоборье, чемпионка Европы 2016 года (6 булав и 2 обруча). Дочь известного гребца-байдарочника Милко Казанова, бронзового призёра Олимпийских игр 1996 года в гребле на 1000 м.

## Биография
Занималась гимнастикой с 4 лет. В 2016 году Любомира Казанова завоевала бронзовую медаль в групповом многоборье на Олимпиаде в Рио-де-Жанейро: вместе с ней в команде выступали Ренета Камберова, Михаэла Маевска-Величкова, Цветелина Найденова и Христиана Тодорова. Медаль они посвятили гимнастке Цветелине Стояновой, которая по состоянию здоровья была отстранена от тренировок и пропустила Игры, а спустя несколько дней после отстранения чуть не покончила с собой, выпрыгнув из окна своей квартиры в Софии: именно Любомира заменила Цветелину в заявке сборной. В том же году она выступила на чемпионате Европы в Холоне, завоевав бронзовую медаль в упражнении с 6 булавами и 2 обручами, однако по окончании турнира объявила о завершении карьеры: как оказалось, Любомира травмировала лодыжку ещё во время Олимпиады в Рио-де-Жанейро и вынуждена была выступать фактически на уколах.

## Выступления на Олимпиадах
| Год  | Турнир    | Место          | Музыка                                                         | Дисциплина           | Место в финале | Баллы в финале | Место в отборе | Баллы в отборе |
| ---- | --------- | -------------- | -------------------------------------------------------------- | -------------------- | -------------- | -------------- | -------------- | -------------- |
| 2016 | Олимпиада | Рио-де-Жанейро |                                                                | Групповое многоборье | 3-е            | 35.766         | 7-е            | 34.182         |
| 2016 | Олимпиада | Рио-де-Жанейро | Chateau, Mona Lisa Overdrive, Burly Brawl (Matrix) (Роб Дуган) | 6 булав / 2 обруча   | 3-е            | 18.066         | 5-е            | 16.616         |
| 2016 | Олимпиада | Рио-де-Жанейро | Ювиги хан (Георги Андреев)                                     | 5 лент               | 2-е            | 17.700         | 5-е            | 17.566         |